# Automerina stollii
Automerina stollii är en fjärilsart som beskrevs av Jean Baptiste Boisduval 1875. Automerina stollii ingår i släktet Automerina och familjen påfågelsspinnare. Inga underarter finns listade i Catalogue of Life.